# Російсько-перська війна (1804—1813)
Російсько-перська війна 1804—1813 років — причиною війни послужило приєднання Східної Грузії до Росії, прийняте ще Павлом I 18 січня 1801 р.

## Передісторія

### Анексія Грузії Російською імперією
Для об'єднання усіх складових частин та захисту проти зовнішніх та внутрішніх ворогів керівні кола Грузії сподівалися отримати фінансову та військову допомогу від Російської імперії. Розпочаті від 16 століття дії у цьому напрямку до кінця 18 ст. не давали бажаних результатів. Тільки від середини 18 ст. Російська імперія вирішила використати Грузію для боротьби із своїми східними конкурентами. З початком російсько-турецької війни 1768 року Росія направила до Грузії невелике військо під командуванням генерал-майора Тотлебена (нім. Gottlob Curt Heinrich von Tottleben), яке ніяк не допомогло Грузії, що виступила у цій війні на боці Росії.
На другому етапі взаємодії з Росією звернення Іраклія II збіглося з тогочасними планами Росії, спрямованими на захоплення Персії, а потому й Індії, через Грузію. Тому перемовини завершилися підписанням російсько-грузинського трактату в Георгієвську (24.7.1783). Наслідком підписання угоди був напад Персії на Грузію, що зазнала у цій війні поразки.
Після цього, замість об'єднання Грузії при допомозі Росії, відбулося її приєднання до Російської імперії.
1801 року Павло I підписав указ про включення східної Грузії до складу імперії як адміністративної одиниці. Цим указом був анульований Георгіївський трактат і Грузія була поставлена у становище колонії.
Така ж доля спіткала незабаром й інші частини Грузії. При цьому «приєднання» відбувалося не лише мирним шляхом, але й силою війська. Останніми були приєднані Сванетія (1856), Абхазія (1864), Батум та Артвин (1878). Так завершилося об'єднання майже усієї історичної Грузії, але вже під владою Росії.
Останній картлійсько-кахетинський цар із династії Багратіонів, Георгій XII, помер незадовго до оголошення анексії.
Під виглядом «мирного приєднання» Грузія була захоплена і, фактично, стала колонією Російської імперії. Як визнали самі росіяни:

| Почався безсоромний колоніальний грабунок Грузії. У селян «відчужувалася» земля, знищувалися цілі селища, чинилися незліченні знущання, безкарні вбивства. З установ була вигнана грузинська мова і насильно введена російська, якої населення не розуміло. Всіляко знищувалися всі ознаки національної незалежності [2]. Оригінальний текст (рос.) Начался беззастенчивый колониальный грабеж Грузии. У крестьян «отчуждались» земли, уничтожались целые селения, чинились бесчисленные издевательства, безнаказанные убийства. Из учреждений был изгнан грузинский язык и насильно введен русский, которого население не понимало. Всячески уничтожались все признаки национальной независимости. |
Антиросійські повстання жорстоко придушувалися.

## Хронологія
- 12 вересня 1801 р. Олександр I (1801—1825) підписав «Маніфест про заснування нового правління в Грузії», Картлі-Кахетинське царство входило до складу Росії і ставало Грузинської губернією імперії. Далі були приєднані Бакинське, Кубинське, Дагестанське і інші царства. 1803 року приєднані Мінгрелія і Імеретинське царство.
- 3 січня 1804 р. — штурм Гянджі в результаті якого Гянджинське ханство ліквідується і входить до складу Російської імперії.
- 10 червня 1804 перський шах Фетх-Алі (Баба-хан) (1797—1834), який вступив у союз з Великою Британією, оголосив війну Росії.
- 8 червня авангард загону Ціціанова під командуванням Тучкова, виступив у напрямку до Єревана. 10 червня у урочища Гюмрі авангард Тучкова змусив відступити перську кінноту.
- 19 червня загін Ціціанова підійшов до Єревана і зустрівся з армією Аббас-Мірзи. Авангард генерал-майора Портнягіна в той же день не зміг з ходу оволодіти ечміадзинським монастирем і змушений був відступити.
- 20 червня в ході битви під Єреваном, основні сили росіян розбили персів і змусили їх відступити.
- 30 червня загін Ціціанова перейшов річку Зангу, де в ході запеклого бою захопив перські редути.
- 2 липня росіяни повністю оточили Ериванську фортецю.
- 17 липня під Єреваном перська армія під командуванням Фетх Алі-Шаха атакувала російські позиції, проте успіху не досягла.
- 4 вересня за великих втрат росіяни зняли облогу з Ериванської фортеці і відступили до Грузії.
- На початку 1805 року загін генерал-майора Несветаєва зайняв Шурагельський султанат і приєднав його у володінні Російської імперії. Ериванський правитель Мухаммед-хан з 3000 вершниками не зміг вчинити опір і змушений був відступити.
- 14 травня 1805 між Росією і Карабаським ханством був підписаний Кюрекчайський договір. За його умовами, хан, його спадкоємці та все населення ханства переходило під владу Росії. Незадовго до цього, Карабаський хан Ібрагім-хан вщент розбив при Дізані перське військо.
- Слідом за цим, 21 травня, Шекинський хан Селім-хан виявив бажання вступити в підданство Росії і з ним був підписаний аналогічний договір.
- У червні Аббас-Мірза зайняв фортецю Аскеран. У відповідь російський загін Карягіна вибив персів із замку Шах-Булах. Дізнавшись про це, Аббас-Мірза оточив замок і почав вести переговори про його здачу. Але російський загін не думав про здачу, їх головною метою було затримати перський загін Аббас-Мірзи. Дізнавшись про наближення шахської армії під командуванням Фетх Алі-Шаха, загін Карягіна вночі покинув замок і пішов до Шуші. Незабаром у Аскеранської ущелини загін Карягіна зіткнувся з загоном Аббас-Мірзи, але всі спроби останнього розбити російський табір не мали успіху.
- 15 липня основні сили росіян деблокували Шуші і загін Карягіна. Аббас-Мірза дізнавшись про те, що основні сили росіян покинули Єлизаветпіль, обхідним шляхом виступили і осадили Єлизаветпіль. До того ж, йому відкривався шлях на Тифліс, який залишився без прикриття.
- 27 липня ввечері загін в 600 багнетів під командуванням Карягіна несподівано атакував табір Аббас-Мірзи під Шамхором і вщент розбив персів.
- 30 листопада 1805 загін Ціціанова переходить через Куру і вторгається в межі Ширванського ханства, і 27 грудня Ширванський хан Мустафа-хан підписує договір про перехід у підданство Російської імперії.
- Тим часом, 23 червня каспійська флотилія під командуванням генерал-майора Завалішина зайняла Ензелі і висадила десант. Проте вже 20 липня їм довелося покинути Ензелі і взяти курс на Баку. 12 серпня 1805 каспійська флотилія кинула якір в Бакинській бухті. Генерал-майор Завалішин запропонував Бакинському хану Гусейнгулу хану проект договору про перехід у підданство Російської імперії. Однак переговори успіху не мали, бакинці вирішили чинити серйозний опір. Все майно населення було вивезено заздалегідь в гори. Тоді протягом 11 днів каспійська флотилія бомбардувала Баку. До кінця серпня, висадився загін, що опанував передовими укріпленнями перед містом. Ханські війська вийшли з фортеці, були розбиті. Проте великі втрати від зіткнень, а також брак боєприпасів змусили 3 вересня зняти облогу з Баку та 9 вересня повністю покинути бакинську бухту.
- 30 січня 1806 Ціціанов з 2000 багнетами підходить до Баку. Разом з ним до Баку підходить каспійська флотилія і висаджує десант. Ціціанов зажадав негайної здачі міста. 8 лютого повинен був відбутися перехід Бакинського ханства в підданство Російської імперії, проте під час зустрічі з ханом, генерал Ціціанов і підполковник Ерістов були вбиті двоюрідним братом хана Ібрагім беком. Голова Ціціанова була відправлена Фетх Алі-шаху. Після цього генерал-майор Завалішин вирішив покинути Баку.

Призначений замість Ціціанова І. В. Гудович влітку 1806 розгромив Аббас-Мірзу при Каракапеті (Карабах) і підкорив Дербентське, Бакинське (Баку) і Кубинське ханства (Куба). Розпочата в листопаді 1806 року російсько-турецька війна змусила російське командування укласти взимку 1806—1807 років Узун-Кіліське перемир'я з персами. Але в травні 1807 Фетх-Алі вступив в антиросійський союз з наполеонівською Францією, і в 1808 військові дії поновилися. Росіяни взяли Ечміадзін, в жовтні 1808 розбили Аббас-Мірзу при Карабабі (на південь від озера Севан) і зайняли Нахічевань. Після невдалої облоги Єревана Гудович був замінений О. П. Тормасовим, який в 1809 відбив наступ армії на чолі з Фетхом-Алі в районі Гюмрі — Артік і зірвав спробу Аббас-Мірзи захопити Гянджу. Персія розірвала договір з Францією і відновила союз з Великою Британією, яка ініціювала укладення персо-турецької угоди про спільні операції на кавказькому фронті. У травні 1810 армія Аббас-Мірзи вторглася в Карабах, але нечисленний загін П. С. Котляревського завдав їм поразки біля фортеці Мігрі (червень) та на річці Аракс (липень), у вересні. перси були розбиті під Ахалкалакі, і тим самим російські війська завадили персам з'єднатися з турками.
Після завершення в січні 1812 російсько-турецької війни і укладення мирного договору, Персія стала схилятися також до примирення з Росією. Але звістка про вступ Наполеона I до Москви зміцнила військову партію при шахському дворі; в південному Азербайджані для нападу на Грузію була сформована армія під керівництвом Аббас-Мірзи. Проте Котляревський, перейшовши Аракс, 19—20 жовтня (31 жовтня — 1 листопада) розгромив у багато разів переважаючі сили персів біля Асландузького броду і 1 (13) січня взяв Ленкорань. Шаху довелося вступити в мирні переговори.
12 (24) жовтня 1813 був підписаний Гюлістанський мирний договір (Карабах), за яким Персія визнала входження до складу Російської імперії східної Грузії і Північного Азербайджану, Імереті, Гурії, Мінгрелії і Абхазії; Росія отримала виключне право тримати військовий флот на Каспійському морі.